# بیف نیکد
بیف نیکد (انگلیسی: Bif Naked؛ زادهٔ ۱۵ ژوئن ۱۹۷۱) موسیقی‌دان اهل کانادا است. وی از سال ۱۹۹۴ میلادی تاکنون مشغول فعالیت بوده‌است.